# Julus tussilaginis
Julus tussilaginis är en mångfotingart som beskrevs av Karl Wilhelm Verhoeff 1907. Julus tussilaginis ingår i släktet Julus och familjen kejsardubbelfotingar. Inga underarter finns listade i Catalogue of Life.